# أدولف برينكمان
أدولف برينكمان (بالألمانية: Adolf Brinkmann) (و. 1854 – 1923 م) هو تربوي، من ألمانيا، ولد في فيرنيغيروده، توفي عن عمر يناهز 69 عاماً.